# Scytinostroma duriusculum
Scytinostroma duriusculum är en svampart som först beskrevs av Berk. & Broome, och fick sitt nu gällande namn av Donk 1956. Scytinostroma duriusculum ingår i släktet Scytinostroma och familjen Lachnocladiaceae.   Inga underarter finns listade i Catalogue of Life.